# Yponomeutoidea
Yponomeutoidea zijn een superfamilie van vlinders. Deze superfamilie telt, na de revisie van de Lepidoptera door Van Nieukerken et al. in 2011 en het daaropvolgende werk aan de superfamilie door Sohn et al. in 2013, 11 families. De belangrijkste door Sohn et al. voorgestelde verandering was het opwaarderen tot de status van familie van de Scythropiidae, voorheen de onderfamilie Scythropiinae van de Yponomeutidae. De onderzoekers suggereerden op basis van hun werk dat de Scythropiidae veel eerder moeten worden gezien als een zustergroep van de Bedelliidae, en veel minder nauw verwant zijn aan de Yponomeutidae dan eerder gedacht.

## Families en onderfamilies
- Argyresthiidae Bruand, 1850 - Pedaalmotten
- Attevidae Mosher, 1916
- Bedelliidae Meyrick, 1880 - Venstermineermotten
- Glyphipterigidae Stainton, 1854 - Parelmotten
  - Orthoteliinae
  - Glyphipteriginae
  - Acrolepiinae
- Heliodinidae Heinemann & Wocke, 1876 - Roestmotten
- Lyonetiidae Stainton, 1854 - Sneeuwmotten
  - Lyonetiinae
  - Cemiostominae
- Plutellidae Guenée, 1845 - Koolmotten
- Praydidae Moriuti, 1977
- Scythropiidae[2]
- Yponomeutidae Stephens, 1829 - Stippelmotten
  - Yponomeutinae
  - Saridoscelinae
- Ypsolophidae Guenée, 1845 - Spitskopmotten
  - Ypsolophinae
  - Ochsenheimeriinae